# Stomoxys bilineatus
Stomoxys bilineatus är en tvåvingeart som beskrevs av Karl Grünberg 1906.
Stomoxys bilineatus ingår i släktet Stomoxys och familjen husflugor. Inga underarter finns listade i Catalogue of Life.